# Sperrwerk Wischhafen

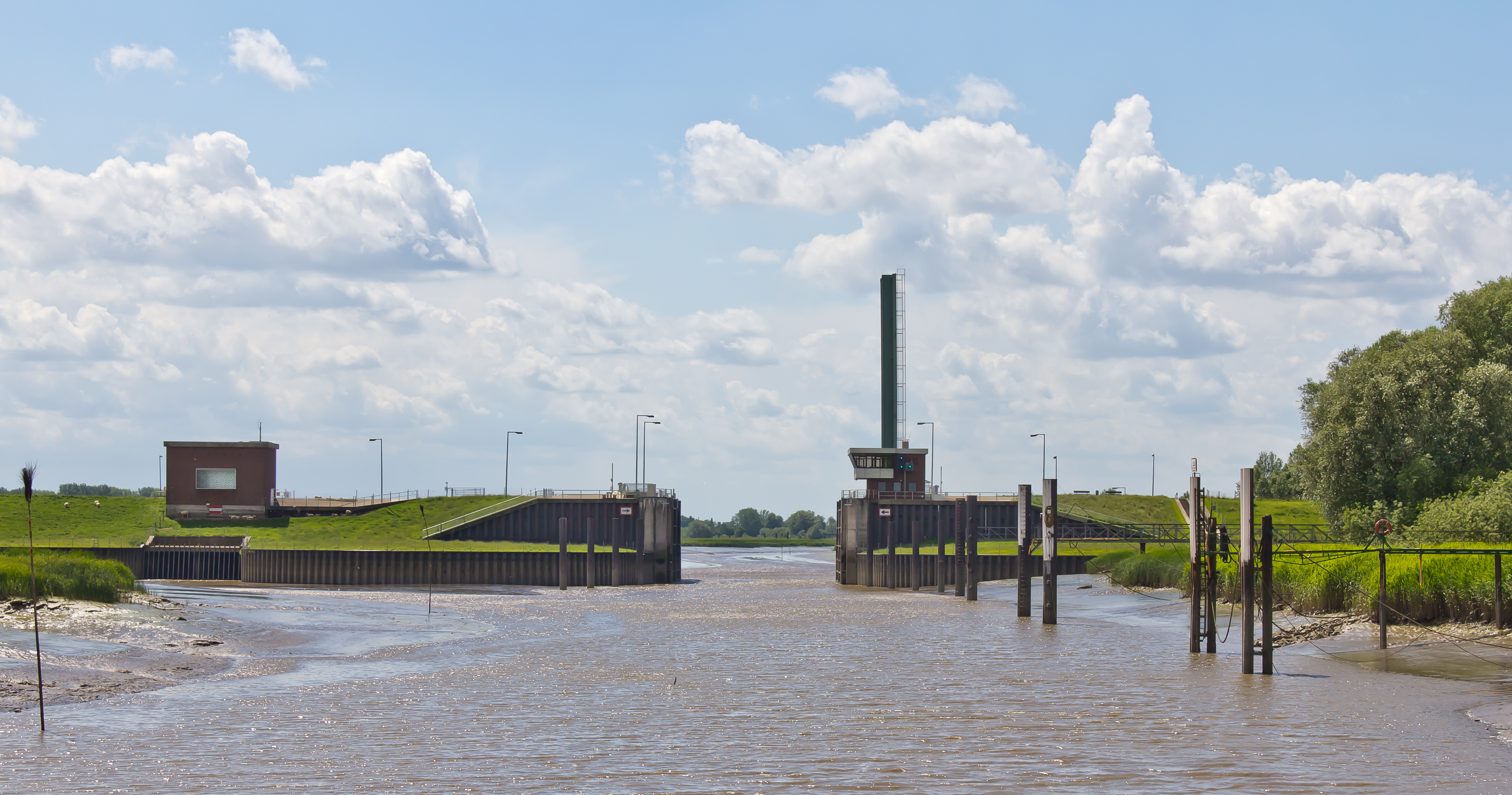
Sperrwerk der Wischhafener Süderelbe

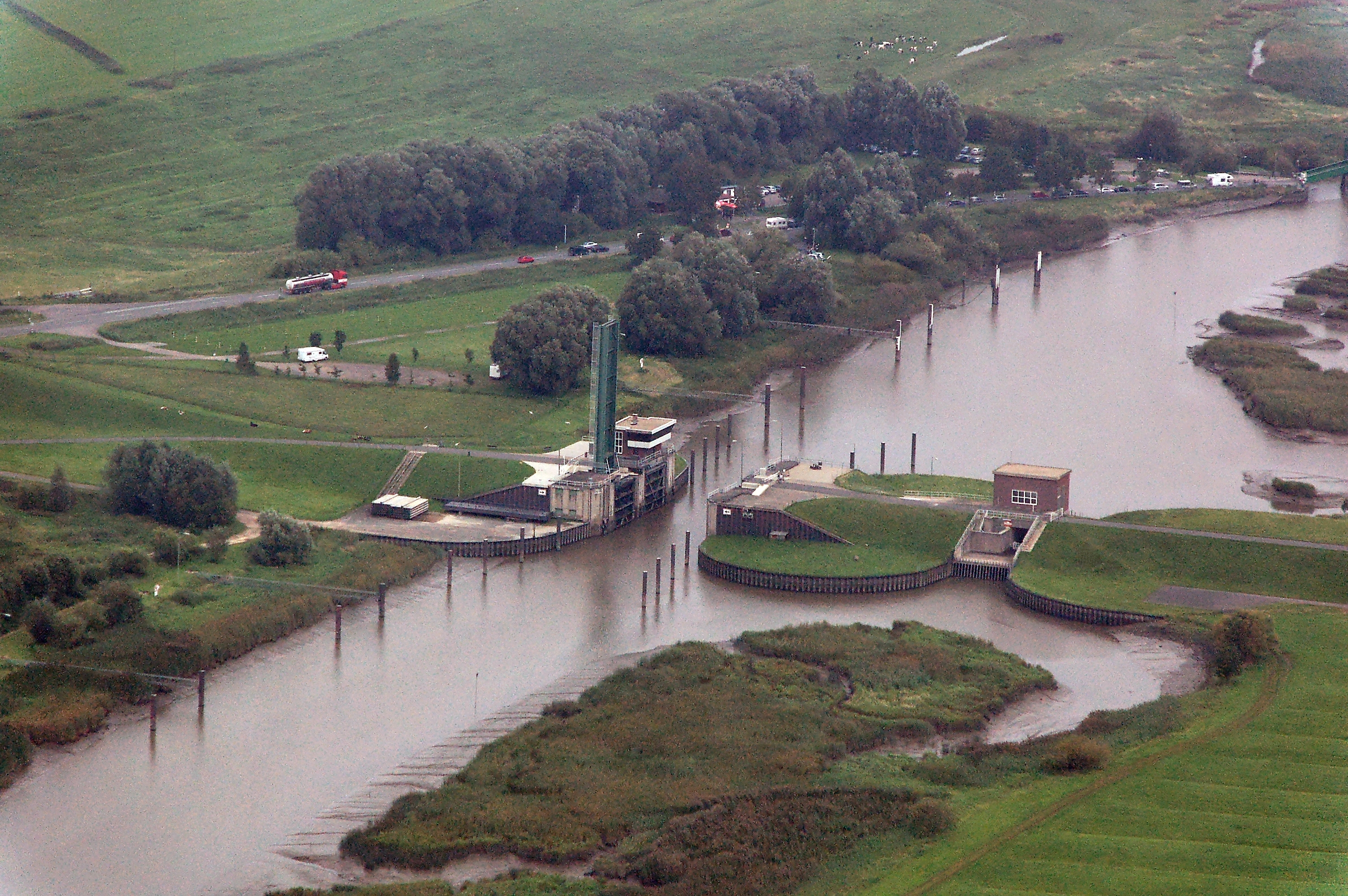
Sperrwerk der Wischhafener Süderelbe aus der Luft

Das Sperrwerk Wischhafen bei Wischhafen grenzt als Querbauwerk die Wischhafener Süderelbe von der Elbe ab. Es ist Teil eines Hochwasserschutzkonzeptes an der von den Gezeiten beeinflussten Unterelbe von der Staustufe Geesthacht bis zur Mündung des Flusses in die Nordsee, das infolge der schweren Sturmflut im Februar 1962 entwickelt wurde. Es liegt etwa 500 m stromaufwärts des Anlegers der Elbfähre Glückstadt–Wischhafen.
Das Sperrwerk wurde 1978 in Betrieb genommen. Es besteht aus einer Schifffahrtsöffnung und einem Siel. Die Schifffahrtsöffnung, die eine lichte Breite von 20 m hat, kann durch zwei zweiteilige Stemmtore verschlossen werden. Die Drempeltiefe beträgt 4,50 m unter NN. Das Siel besteht aus zwei je 5 m breiten Flutöffnungen. Sperrwerk und Siel werden ab einem Wasserstand von 2,20 m über NN geschlossen.
Betrieben wird das Sperrwerk von der Betriebsstelle Stade des Niedersächsischen Landesbetriebs für Wasserwirtschaft, Küsten- und Naturschutz (NLWKN).

## Brücke
Über die Schifffahrtsöffnung gibt es eine Klappbrücke. Sie dient in erster Linie dem Betriebsverkehr zur Unterhaltung und Verteidigung des Deiches und ist daher in der Regel geöffnet, d. h. hochgeklappt. Über die Erfordernisse des Deichbetriebs hinaus geschlossen, d. h. als Straße geöffnet und damit der Öffentlichkeit zugänglich, ist die Brücke vom 1. Mai bis 30. September an Samstagen, Sonntagen und Feiertagen jeweils von 10:00 bis 12:00 und von 17:00 bis 19:00 Uhr. In diesen Stunden steht sie für den Fuß- und Fahrradverkehr zur Verfügung. Sie ist in den Nordseeküsten-Radweg einbezogen. 